# Pinotta
A Pinotta Pietro Mascagni kétfelvonásos operája, vagy ahogyan a szerzője nevezte, idillo, azaz idill. A mű librettóját Giovanni Targioni-Tozzetti írta Mascagni két fiatalkori művének, az In filandának és a La tua stellének a felhasználásával. 1932. március 23-án mutatták be a sanremói Teatro del Casinò operaházban. Magyarországon még nem játszották.

## A mű keletkezésének története
Milánói tanulmányai idején a fiatal Mascagni számára egy váratlan lehetőség adódott, amikor kiírtak egy operaíró versenyt. A pályamunkákat 1883. május 30-áig kellett leadni. Október 16-án jelezte szándékát, hogy szeretne versenyezni, de használható librettó híján úgy döntött, hogy saját In filanda kantátáját bővíti operává. Tanára, Soffredini segített neki előkészíteni a szövegkönyvet, amelyet azonban megkésve, csak áprilisban kapott kézhez. Mascagni a Pinotta címet adta új művének a főhősnő után, akinek nevét tulajdonképpen szerelme, Giuseppina Acconci inspirálta. Mascagni nagy reményekkel tekintett a verseny elé, és noha a pénzjutalom is jelentős volt, őt mégis az elismertség vágya hajtotta. Az operát csak június 8-án, nyolc nap késéssel fejezte be. A késedelemnek több oka volt: vizsgáira kellett készülnie, de számos zenei esemény is volt a városban, amelyeken úgy érezte, részt kell vennie, és nem utolsósorban egy ismeretlen betegsége, amely hetekig ágyhoz láncolta. A bírálóbizottság hosszas vita után úgy döntött, hogy nem fogadja be a művet. Mascagni ekkor félretette a művet.
1931-ben egy véletlennek köszönhetően visszatért abba a milánói bérházba, ahol tanulóévei során lakott. Fiatalkori partitúráit és jegyzeteit hagyta itt zálogként, miután nem tudta lakbérét fizetni. Most, közel ötven évvel később nagy meglepetés érte, amikor viszontláthatta fiatalkorának emlékeit, többek között a Pinotta befejezetlen partitúráját. Targioni-Tozzetti segítségével átdolgozta Soffredini szövegkönyvét, és befejezte a zene komponálását. Művét 1932-ben mutatták be Sanremóban, hatalmas sikerrel. A kritika kedvezően fogadta, és elsősorban a mű szentimentális értékének köszönhetően nem érték keményebb kritikák.

## Szereplők
| Szerep  | Hangfekvés |
| ------- | ---------- |
| Pinotta | szoprán    |
| Baldo   | tenor      |
| Andrea  | bariton    |

## Cselekménye

### Első felvonás
Helyszín: egy fonoda.
Egy tavaszi reggelen a szövőnők misére gyűlnek össze, amit a fonoda tulajdonosa, Andrea úr tart. A szövőnők között van Pinotta, aki saját imával toldja meg Andrea szavait. Egy fiatal munkás, Baldo, szerelmes Pinottába, de nincs elég bátorsága, hogy érzelmeit feltárja a leány előtt. Andreának önti ki a lelkét, aki elmondja neki, hogy a munkások között már régóta szóbeszéd tárgya a szerelme, sőt hozzáteszi, hogy többen irigykednek is rá, amiért egy ilyen szép leányba szerelmes. A boldog Baldo a munkásokkal együtt távozik, a szövőnők pedig munkához látnak. Munka közben Pinotta elmeséli a körülötte lévő asszonyoknak, hogy szülei halála óta egyedül érzi magát, ám amikor Baldo ránézett, úgy érezte, társára lelt. A melankolikus hangulatot Andrea zavarja meg, aki ráparancsol az asszonyokra, hogy dolgozzanak, hiszen semmi okuk búslakodni a szép tavaszi napon.

### Második felvonás
Helyszín: kis tér a fonoda előtt.
Alkonyatkor a munkások távoznak. Pinotta a háza ajtajában áll és az esthajnalcsillaghoz imádkozik, remélve, hogy Baldo szerelmet vall neki. A fiú ezt észreveszi, fellángolnak benne az érzelmek és megvallja szerelmét a lánynak. Leszáll az éj, s a boldog pár örök hűséget esküszik egymásnak.